# Майор міліції
Майор міліції — спеціальне звання старшого начальницького складу міліції України в 1991–2015 роках. Також використовувалося чи використовується в державах де правоохоронним еквівалентом поліції є міліція. Здебільшого це країни колишнього СРСР та «Соціалістичного табору».
В Україні з 2015 року звання було замінене на «майора поліції».

## Використання
- СРСР
  - 1936—1943, спеціальне звання вищого начальницького складу міліції
  - 1943—1991, спеціальне звання старшого начальницького складу міліції
- Україна — 1991—2015
- Росія — 1991—2011
- Білорусь — з 1991
- Таджикистан — з 1991
- Узбекистан — 1991—2019

## Історія звання

### СРСР
Постановою ЦВК СРСР і РНК СРСР від 26 квітня 1936 року наказом НКВС № 157 від 5 травня 1936 року для начальницького складу органів робітничо-селянської міліції НКВС СРСР були введені персональні спеціальні звання, які хоч і мали назву подібну до військових звань, але не відповідали їм. Найвищим званням старшого начальницького складу міліції було звання «майор міліції».
В 1939 році відбувається часткова реорганізація і звання «майор міліції» стає найнижчим званням вищого начальницького складу міліції. Звання майора міліції відповідало званню комбрига в сухопутних силах та капітана І рангу в військово-морських силах РСЧА. В Головному управлінні держбезпеки НКВС еквівалентним званням було спеціальне звання — «майор державної безпеки».
В 1940 році в РСЧА та РСЧФ для вищого командного складу вводяться генеральські та адміральські звання, майор міліції став дорівнювати званням генерал-майор та контрадмірал.
9 лютого 1943 року, Указом Президії Верховної Ради СРСР «Про звання начальницького складу органів НКВС і міліції» замість спеціальних звань в РСМ були введені нові, які у середнього та старшого начальницьких складів збігалися з військовими званнями. Для вищого начальницького складу були введені особливі спеціальні звання комісарів міліції 1, 2 та 3 рангів. Найнижчим званням вищого начальницького складу міліції стає звання «комісар міліції 3 рангу». Одночасно з цим звання «майор міліції» стає найнижчим званням старшого начальницького складу міліції (до 1943 року загальновійськовому званню «майор» відповідало спеціальне звання «старший лейтенант міліції»).
В такому вигляді звання проіснувало до розпаду СРСР у 1991 році, після цього увійшовши до ієрархії тих країнах які здобувши незалежність залишили міліційну систему правоохоронних органів.

### Україна
Однією з країн, що в 1991 році залишили міліційну систему правоохоронних органів стала Україна. Серед спеціальних звань української міліції, збереглося і звання майора міліції.
2 липня 2015 року згідно зі ст. 80 розділу VII («Загальні засади проходження служби в поліції») Закону України «Про Національну поліцію», були встановлені спеціальні звання поліції. Нові звання дещо відрізняються від попередніх спеціальних звань міліції. Звання майор поліції належить до середнього класу. Згідно з розділом XI «Прикінцеві та перехідні положення» при переатестації працівники міліції, що мали спеціальне звання майор міліції, отримують спеціальне звання майор поліції.

## Знаки розрізнення
У 1931 році в міліції для позначення посадових розрядів вводиться система знаків розрізнення посадових рангів подібна до армійської, замість попередньої своєрідної системи побудованої на використанні на петлицях певної кількості «геральдичних щитів». В новій системі молодший командний склад позначався певною кількістю трикутників на петлицях, середній командний та начальницький склад — квадратів («кубарів»), старший командний та начальницький склад — прямокутників («шпал»), вищий командний та начальницький склад — ромбів. 1936 року в РСМ НКВС вводяться персональні спеціальні звання, а також повністю змінюються знаки розрізнення. На петлицях начальницького складу з'являються просвіти, кількістю відповідною до складу носія. Середній начальницький склад мав по одному просвіту, старший — два, вищий — три просвіта. Також на петлицях, в залежності від звання розташовувалися сріблясті п'ятипроменеві зірочки. Майор міліції мав на петлицях з двома просвітами по три зірочки.
З 1939 року, коли в міліції були введені знаки розрізнення армійського зразка (аналогічні використовувалися у військах НКВС), майори міліції, як носії першого звання вищого начальницького звання, отримують на бірюзові петлиці з червоними кантами по одному синьому ромбу.
В 1943 році згідно з наказом № 126 від 18 лютого відповідно Указу Президії Верховної Ради від 9 лютого 1943 року «О введенні нових знаків розрізнення для особового складу органів і військ НКВС» вводяться нові однострої, та нові знаки розрізнення. Замість петлиць вводяться погони на яких стали розміщуватися знаки розрізнення. Також відбувається уніфікація спеціальних звань з військовими (за виключенням вищого складу). Майори міліції аналогічно до армійських мали на срібних погонах з двома бірюзовими поздовжніми просвітами, по одній золотистій металевій п'ятипроменевій зірочці.
В 1969 році в МВС СРСР вводяться нові однострої темно-сірого кольору («маренго») замість синіх. Погони також стають сірими з червоними кантами та просвітами.
Після отримання в 1991 році Україною незалежності, перший час використовуюся однострій радянської міліції.
Постановою Верховної Ради України від 22 квітня 1993 р. № 3135-XII «Про спеціальні звання, формений одяг та знаки розрізнення в органах внутрішніх справ України» встановлені спеціальні звання для осіб начальницького та рядового складу органів внутрішніх справ.
Згідно з наказом МВС України № 535 від 24 травня 2002 року «Про затвердження Правил носіння форменого одягу та знаків розрізнення особами начальницького і рядового складу органів внутрішніх справ, військовослужбовцями спеціальних моторизованих військових частин міліції внутрішніх військ Міністерства внутрішніх справ України» були переглянуті знаки розрізнення та однострої.
Майор міліції СРСР
| 1935 | 1939 | 1939 | 1943 | 1947 | 1958-1961 | 1958-1961 | 1958-1961 |
| ---- | ---- | ---- | ---- | ---- | --------- | --------- | --------- |
|      |      |      |      |      |           |           |           |

## У кінематографі
- В багатосерійному радянському детективному серіалі «Народжена революцією» (1974—1977), в шостій серії «Іспит», керівник головного героя Кондратьєва, Кузьмичов носить звання майора міліції, але по книзі в розділі «П'ятий обеліск» (на основі якого знята серія), він вже інспектор міліції.

## Носії
- СРСР (вищий начальницький склад)
  - Альтберг Олександр Карлович
  - Бодунов Іван Васильович
  - Кроль Юхим Мойсейович

| Молодше звання: Капітан міліції | ГУРСМ НКВС/МВС СРСР 1936-1991 Майор міліції | Старше звання Старший майор міліції (1936—1943) |
| Молодше звання: Капітан міліції | ГУРСМ НКВС/МВС СРСР 1936-1991 Майор міліції | Старше звання Підполковник міліції (1943—1991)  |